# Humlegårdsgatan

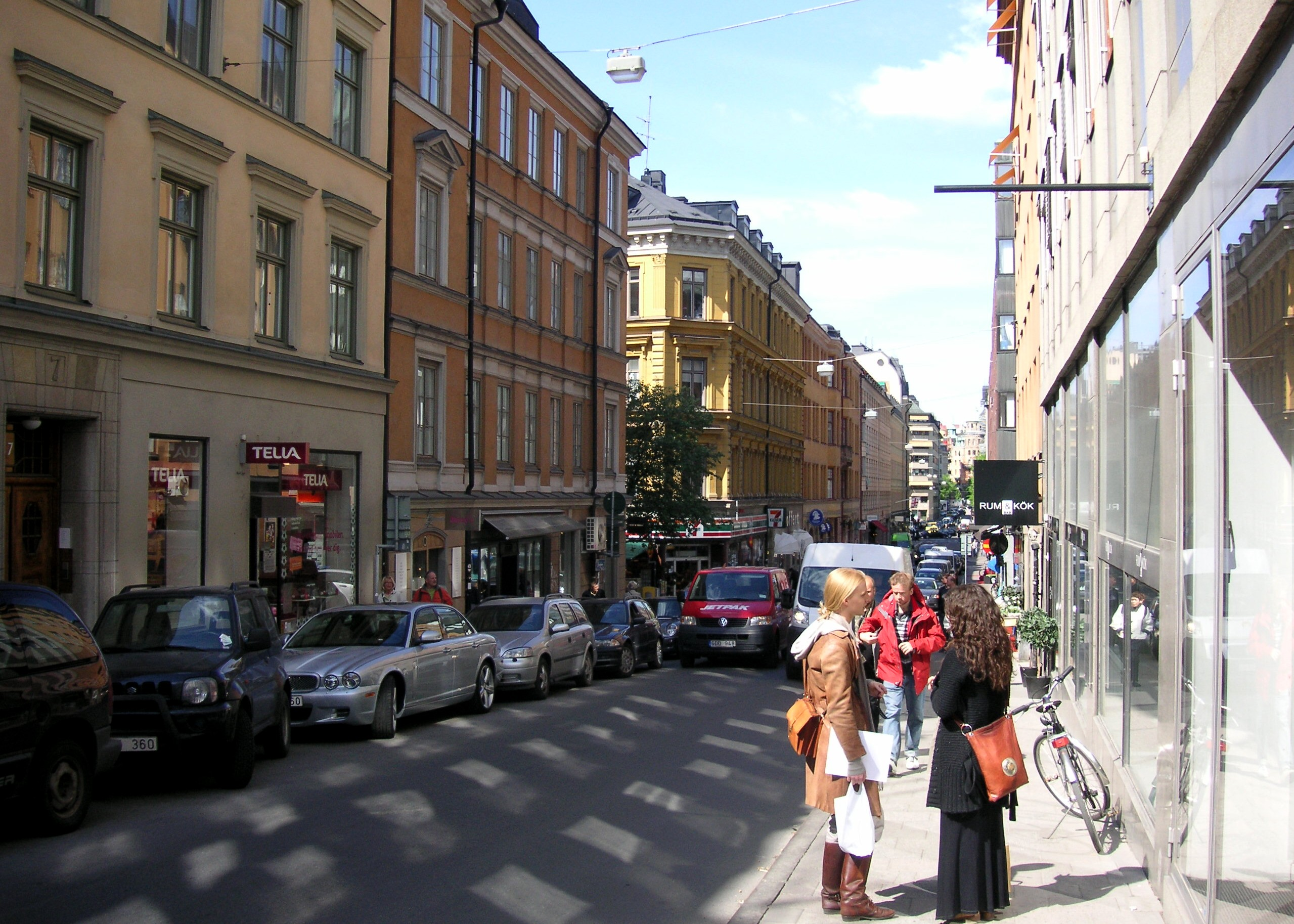
Humlegårdsgatan mot väst.

Humlegårdsgatan, är en gata i stadsdelen Östermalm i Stockholms innerstad med sträckning från Engelbrektsplan i västnordväst, förbi Humlegården  till Östermalmstorg i ostsydost. Vid Humlegården korsas den av Sturegatan. Humlegårdsgatan är tillsammans med Storgatan en av Östermalms äldsta gator och finns omnämnd redan år 1646 som Humblegårdzgathan. Tillsammans med Storgatan utgjorde Humlegårdsgatan det öst-västra huvudstråket genom stadsdelen och går tillbaka till tidigt 1600-tal.
Vid 1800-talets början hette gatan Södra Humlegårdsgatan, en av flera gator runt Humlegården med nästan samma namn. Stora namnrevisionen i Stockholm rensade 1885 upp med alla förväxlingsbara namn och Humlegårdsgatan fick sitt nuvarande namn.
Vid Humlegårdsgatan 1-9 finns Stockholms äldsta saluhall Östermalms saluhall, byggd 1888 efter arkitekterna Isak Gustaf Clasons (1856-1930) och Kasper Salins (1856-1919) ritningar.